# Istrapedia
Istrapedia je prva regionalna internetna enciklopedija na Hrvaškem. Vsebuje članke vezane na istrsko zgodovino, kulturo, znanost in umetnost, poleg besedila vsebuje tudi fotografije, glasbene in video posnetke. Vsebuje nekaj tisoč člankov in je nastala s ciljem ohranitve istrske kulturne dediščine. Deluje po principu Wikipedije, začetnica in nosilka projekta je Istrska županija.